# 吉林省革命委员会
吉林省革命委员会是1968年3月至1980年3月间吉林省的省级国家行政机关。

## 历任领导

### 前期
- 时间：1968年3月－1977年2月
- 主任：王淮湘
- 副主任：阮泊生、郑季翘、萧道生、何友发、兰干亭（1970年3月－）、周光（1970年3月－）、张英（1970年3月－）、药天禄（1970年3月－）、宗希云（1970年3月－）、冯占武（1970年3月－）、许肇昌（1970年3月－）、吴招弟（1970年3月－）、金泰然（1970年3月－）

### 中期
- 时间：1977年2月－1977年12月
- 主任：王恩茂
- 副主任：阮泊生、兰干亭、周光、张英、药天禄、宗希云、冯占武、许肇昌、吴招弟、金泰然

### 后期
- 时间：1977年12月－1980年3月
- 主任：王恩茂
- 副主任：阮泊生、张士英、宋洁涵、于克、宗希云、穆林、宋振庭、高扬、安志文、魏振五、色音巴雅尔、杨战韬、金泰然、王大任（1979年3月－）、张根生（1979年3月－）、王观潮（1979年3月－）、萧纯（1979年3月－）